# Wiener Brückenbau und Eisenkonstruktions A. G.
Die Wiener Brückenbau und Eisenkonstruktions A. G. (WBB) war eine Wiener Firma zur Errichtung von Eisen- und Stahlkonstruktionen im Allgemeinen und von Brücken im Speziellen.

## Unternehmensgeschichte

### Gründung und Entwicklung bis 1938
Die Wiener Brückenbau und Eisenkonstruktions A. G. wurde 1920 von der Anglo-Österreichischen Bank und Privaten gegründet. Erster Standort war das von Teudloff & Dittrich Armaturen- und Maschinenfabrik erworbene Werk in der Engerthstraße 115.
Die Gründung erfolgte zu einer wirtschaftlich ungünstigen Zeit, die Firmen Gridl, Wiener Eisenbau AG, Ingenieur Wahlberg und Waagner Biro waren harte Konkurrenten. Die Mitgliedschaft im Brückenbaukartell brachte wegen der schlechten Quoten nicht viel, so dass die WBB aus diesem Kartell austrat, was die Konkurrenzsituation noch mehr verschärfte. Trotzdem war es möglich, zwischen zirka 90 und 190 Personen zu beschäftigen.

### Drittes Reich
1938/1939 wurde die Wiener Brückenbau und Eisenkonstruktions A. G. mit der Wiener Eisenbau AG fusioniert, wodurch die Standorte Hardtmuthgasse 131 – 135 und Laxenburger Straße 1 in den Besitz der WBB kamen.
Während des Zweiten Weltkriegs wurde die Produktion auf kriegswichtigen Bedarf umgestellt:
- Einzelelemente für Kriegsbrückengerät, das nach dem Baukastensystem Brücken bis 50 Meter Spannweite errichten ließ.
- Körper für Zwei-Mann-Unterseeboote, deren Endfertigung in Wilhelmshaven erfolgte.

Von den 1941 hier beschäftigten Personen waren je ein Drittel österreichische Arbeiter, Dienstverpflichtete und französische Kriegsgefangene, für die es ein eigenes Kriegsgefangenenlager gab.

### Nachkriegszeit und Übernahme durch die VOEST
Ab dem 11. April 1945 gehörte die Wiener Brückenbau und Eisenkonstruktions A. G. dem sowjetischen USIA-Konzern an – anfangs noch mit österreichischer Leitung unter sowjetischer Kontrolle, ab 1953 nur noch eine rein sowjetische Leitung. Etwa 80 Prozent der Produktion gingen in den kommunistischen Machtbereich und nur der Rest verblieb in Österreich.
Am 13. August 1955 erfolgte die Betriebsübergabe an die Republik Österreich, die die Wiener Brückenbau und Eisenkonstruktions A. G. bereits 1946 verstaatlicht hatte.
Der staatlichen Verwaltung fiel die Aufgabe zu, die WBB wieder aufzubauen und zu modernisieren, da unter der Herrschaft der Sowjetunion nur die notwendigsten Investitionen erfolgt waren. Dementsprechend veraltet war der Maschinenpark. Außerdem wurde ein angrenzendes Areal mit Bahnanschluss erworben und als Werk Inzersdorf II ausgebaut.
1959 erhielt die Wiener Brückenbau und Eisenkonstruktions A. G. eine neue Führung, die zum Teil identisch mit der Führungsspitze der VOEST Linz war, so dass die WBB ab diesem Zeitpunkt zwar in einer Personalunion mit VOEST stand und aktienrechtlich trotzdem unabhängig war.
Die neue Führung bemühte sich, die Standorte im Süden von Wien zu konzentrieren. Das Werk in der Engerthstraße wurde ebenso verkauft wie jenes in der Hardtmuthgasse, welches 1967 an den neuen Eigentümer übergeben werden konnte.
1963 wurden die Aktien der WBB von der Republik Österreich laut Beschluss des Nationalrats an die VOEST übertragen, in der die Wiener Brückenbau und Eisenkonstruktions A. G. in der Folge aufging.
In den frühen 1980er-Jahren erfolgte die Umbenennung in „VOEST-Alpine Hebetechnik und Brückenbau-AG“, kurz „VA-HEBAG“.

### Privatisierung und Konkurs
Im Rahmen eines Gewinn- und Verlustabkommens zwischen dem Unternehmen und der VOEST-Alpine AG hatte die Muttergesellschaft viele Jahre hindurch den Verlust des Unternehmens getragen. Als der Konzern selbst in beträchtliche wirtschaftliche Schwierigkeiten geriet, wurde die VA-HEBAG Mitte 1987 an einen deutschen Unternehmer verkauft. Diesem gelang es jedoch nicht, das Unternehmen auf eine wirtschaftlich gesunde Basis zu stellen, so dass im Mai 1988 der Konkurs angemeldet werden musste. Die Belegschaft war Ende April zur Gänze vorzeitig ausgetreten, da die Gehälter nicht mehr bezahlt worden waren. Der Industriestandort in der Oberlaaerstraße wurde in der Folge geschlossen. Später entstand auf diesem Gelände ein großer Baumarkt.

## Seilbahnen
Ab dem Jahr 1948 errichtete die Firma auch Seilbahnen. Die erste war ein Einer-Sessellift, der bis 1985 auf die Ehrenbachhöhe in Kitzbühel fuhr. Die letzte Wiener Brückenbau Anlage war eine Zweiseilumlaufbahn, die Zwölferhornseilbahn in St. Gilgen am Wolfgangsee. Sie wurde 2019 stillgelegt.
Die Abteilung Seilbahnbau wurde vermutlich von der Firma Girak übernommen. Dies geschah im selben Zug wie die Übernahme der kompletten Firma durch VOEST.

## Produkte
In der 1973 geschriebenen Diplomarbeit geht Peter Hana hauptsächlich auf die betriebswirtschaftlichen Aspekte der Wiener Brückenbau und Eisenkonstruktions A. G. ein, nennt aber keine durchgeführten Bauvorhaben. Die hier genannten wenigen Beispiele sind Funde aus dem Internet.
Tätig war die WBB in den Geschäftsfeldern:
- Hallenbau (Heizhausdach in Strasshof an der Nordbahn, 1947)
- Brückenbau (Uferbahnbrücke am Wiener Donaukanal)
- Kranbau (Portalkräne und Halle des LD-Stahlwerkes der Henrichshütte in Hattingen, ca. 1970)
- Drehscheibenbau
- Bühneneinrichtungen für Theater
- Behälterbau (Laut Wiener Rathauskorrespondenz Reparatur der Gasometer Baumgarten (Wien) und Simmering nach dem Zweiten Weltkrieg)
- Stranggußanlagen: Die Ingenieure hatte die Idee zum Bau von Straggussanlagen. Diese wurden von der Voest Linz übernommen.
- Fahrzeugbau (Müllwagen) (Laut Wiener Rathauskorrespondenz vom 4. Mai 1948 wurden gemeinsam mit der Österreichischen Saurer-Werke A.G. Müllfahrzeuge für die städtische Müllabfuhr gefertigt)
- Seilbahnen unter anderem Bahnen auf den Stubnerkogel in Bad Gastein und auf den Schöckl in Sankt Radegund bei Graz
- Stahlhochbau: Hangarüberdachung für den Flughafen von Amman, Jordanien; Überdachung des Praterstadions in Wien; zahlreiche Hallenbauten, u. a. für von der VOEST-Alpine errichtete Stahlwerke;
- Brückenbau: Donaubrücken, meist in Arbeitsgemeinschaft mit anderen österreichischen Unternehmen, in Krems, Wien (Prater), und die Behelfsbrücke für die Straßenbahn nach dem Einsturz der Reichsbrücke in Wien;
- Kranbau und Hafenumschlagstechnik: zahlreiche Stahlwerkskrane, wie Gieß-, Chargier-, Brammenzangen- und Schrottplatzkrane, für mehrere Stahlwerke in Wallonien (Belgien), im Linzer Stahlwerk der Muttergesellschaft, sowie für von dieser errichtete Stahlwerke, z. B. in Shlobin, Weißrussland, in Misurata, Libyen, und Al-Jubail, Saudi-Arabien; der Stripperkran mit dem größten Strippdruck der Welt (500 Tonnen) für ein Stahlwerk in Indien; ein Brammenzangenkran mit Drehlaufkatze und großer Kranspurweite für ein Stahlwerk in Ijmuiden, Niederlande;  Greiferschiffsentladebrücken: insgesamt 5 Stück für Antwerpen, mit Greifern für 20 bzw. 25 Tonnen; eine für Bakar, Jugoslawien, eine für Świnoujście, Polen, 2 Stück mit 50-t-Greifern und 2000 t/h Entladeleistung für Konstanza, Rumänien. Ein Schiffsentlader, der von einem griechischen Unternehmen bestellt worden war und dann aus Umweltschutzgründen nicht am vorgesehenen Aufstellungsort Patras errichtet werden konnte, lagerte noch zum Zeitpunkt des Konkurses mit seinen Teilen auf dem Betriebsgelände und wurde später bei Marseille montiert. Außerdem wurde ein Drehkran im Wiener Hafen, der von einer anderen Gesellschaft errichtet worden war, instand gesetzt bzw. z. T. erneuert, nachdem er umgestürzt und schwer beschädigt worden war.
- Theatertechnik: als letzter Auftrag in dieser Sparte wurde die Seebühne für die Bregenzer Festspiele geliefert. Nach diesem Auftrag wurde die Sparte eingestellt, weil das Management weltweit zu geringen Bedarf vermutete.